# Nove tendencije
Nove tendencije (francuski: Nouvelles Tendances) naziv je za manifestaciju koja se održavala u Zagrebu u periodu od 1961. do 1973. godine i stekla međunarodni ugled, a podrazumijevala je izložbe, simpozije i publikacije unutar kojih je predstavljen pluralitet umjetničkih pravaca toga vremena. Ukupno je organizirano pet izložbi u sklopu ondašnje Galerije suvremene umjetnosti u suradnji s Galerijom grada Zagreba. Na izvjesni način Nove tendencije su bile nastavak onog što je započela umjetnička grupa EXAT 51 u želji da se na gotovo znanstvenoj osnovi sintetiziraju umjetnički pokreti 1960-ih i 1970-ih., ali i tadašnje jugoslavenske nesvrstane politike. Prema nekima, riječ je o posljednjem avangardnom pokretu koji gotovo slučajno prerasta u manifestaciju, tj. bijenalno okupljanje umjetnika iz raznih dijelova svijeta. Na izložbama NT dolazi do oživljavanja nekih predratnih pravaca, te su "okupile veliki broj srodnih ali nipošto i identičnih opredjeljenja". Podrazumijevale su različite pojmove: vizualna istraživanja, kinetička, neokonstruktivistička, programatska, geštaltička, kompjuterski generirana umjetnost, arte programmata. Sve te različitosti spaja to što "izviru iz jednog zajedničkog raspoloženja, iz svima srodne duhovne klime, iz bliskih im povijesnih i društvenih prilika".
Izložba ‘Bit international’ mapira i pozicionira tri faze NT-a :
- formiranje međunarodnog pokreta i njegova disperzija, 1961. – 1965.,
- uvođenje sekcije ‘Kompjuteri i vizualna istraživanja’, 1968. – 1973.,
- uvođenje sekcije konceptualne umjetnosti, 1973.

## Povijesni uvod
"Grupna izložba europskih umjetnika iz 1961. prerasla je u međunarodni pokret nazvan Nove tendencije, koji je značajan i po tome što je u doba hladnog rata okupio umjetnike, galeriste i teoretičare prvo iz Istočne i Zapadne Europe (te disidente iz Južne Amerike), a od 1965. i SAD-a, Sovjetskog Saveza i Južne Amerike, te naknadno iz Afrike i Azije. Takva jedinstvena situacija ostvarena je kulturnim i geopolitičkim položajem Zagreba u tada socijalističkoj i nesvrstanoj Jugoslaviji." Neformalno okupljanje mladih umjetnika - pozivajući se na ideju Almira Mavigniera, te u suradnji Matka Meštrovića i Galerije suvremene umjetnosti - postaje prva izložba Novih tendencija, što s vremenom prerasta u potpuno razrađen program s jasno navedenim ciljevima pojedine izložbene manifestacije. 
Jugoslavija u to vrijeme ima ulogu tzv. tampon zone između Varšavskog pakta i NATO-a, što donekle demokratizira i liberalizira prilično konzervativnu sredinu sve do Titovog istupa protiv nove umjetnosti i Hrvatskog proljeća 1971. godine. Upravo takva liberalna situacija u zemlji, ali i cijeloj Europi koja se tijekom 1960-ih konačno ekonomski stabilizirala, bila je značajna za umjetnost i dovela do suradnje na međunarodnoj razini. To se može nazvati svojevrsnim novim optimizmom kad se "javlja i među njima, intelektualcima i umjetnicima, pojačano povjerenje u društvene procese koji ne vode samo materijalnom i tehničkom nego i kulturnom napretku i stoga su spremni dati svoj udio u izgradnji jednog novog, kako se tada govorilo, masovnog društva". Navedeno potvrđuje prisutnost širih socijalnih i psiholoških čimbenika, propitivanje uloge umjetnika "kao suvremenog intelektualca".

## Izložbe Novih tendencija
Organizatori Novih tendencija bili su likovni kritičari okupljeni oko zagrebačke Galerije suvremene umjetnosti; Božo Bek (direktor galerije), Boris Kelemen (kustos galerije), Matko Meštrović, Radoslav Putar, Dimitrije Bašičević Mangelos i slikari: Ivan Picelj (član zagrebačke grupe EXAT 51) i Almir Mavignier (brazilsko - njemački umjetnik).

### Nove tendencije
Prva izložba bila je okarakterizirana kao međunarodni događaj godine i bila je održana u Galeriji suvremene umjetnosti u Zagrebu od 3. kolovoza do 14. rujna 1961. godine. Zapravo je to bilo rezultat ideje Almira Mavigniera, brazilskog umjetnika koji u Zagreb dolazi u nekoliko navrata između 1959. i 1960. godine, te se upoznaje s povjesničarom umjetnosti Matkom Meštrovićem i tadašnjim ravnateljem Galerije suvremene umjetnosti Božom Beckom. Mavignier je surađivao s Françoisom Morelletom koji tom prilikom dolazi u Zagreb te i sam postaje sudionikom Novih tendencija. Takve su suradnje proizvele jedno novo umjetničko ozračje u Zagrebu te su oni i skupina hrvatskih umjetnika koji su sudjelovali na izložbama Novih tendencija bili vrlo dobro upoznati s umjetničkim strujama na zapadu. Njihov cilj bio je prevladavati krizu enformela ili - prema G. C. Arganu - prijeći "s onu stranu enformela". Zasićenost tržišta i samih umjetnika navela ih je da krenu novim smjerom. Izravne prethodnike umjetnici vide u kinetičkoj umjetnosti i ruskom konstruktivizmu. Teži se poništavanju granica između svakodnevice i umjetnosti, odnosno umjetnika i promatrača koji u određenom trenutku postaje sudionik u stvaranju umjetničkoga djela. Izložba iz 1961. godine prerasta u bijenalnu manifestaciju, umjetnici pronalaze zajednički jezik i moto: sloboda od svake konvencije - to više nije bilo klasično dvodimenzijalno slikarstvo, već trodimenzionalni objekti, spoj kiparstva i slikarstva. Glavni zagovornici i teoretičari poput Radoslava Putara, Borisa Kelemena, Matka Meštrovića tek će na drugoj izložbi postaviti čvršće i jasnije teze i dublje se posvetiti problemu organizacije i izlaganja. Ono što se događa u Europi neposredno prije prve izložbe djelovanje je časopisa i galerije Azimuth&Azimut, grupe Zero, te organizacija izložbe monokromnog slikarstva u Leverkusenu po zamisli Uda Kultermanna. Sudionici te izložbe i pripadnici poviše navedenih grupa čine jezgru prve izložbe Novih tendencija: Manzoni, Castellani, Dorazio, Mack, Piene, francuska grupa GRAV i François Morellet, te brojne druge. Od hrvatskih predstavnika izlagali su Ivan Picelj i Julije Knifer. 
Picelj je, uz organizatora i teoretičara Matka Meštrovića, ključna ličnost ove manifestacije jer joj je pridonio na organizacijskoj, izložbenoj i promidžbenoj razini; dizajnirao je plakate i naslovnicu časopisa Bit International. On negira lik umjetnika kao samotnjaka iz atelijera i radi čistu, egzaktnu, geometrijsku, programatsku umjetnost. 
S druge strane javlja se Julije Knifer koji se istodobno smatra i članom Gorgone. Predstavlja svoj glavni motiv – meandar, kojeg nadalje razrađuje i tako dovodi do apsurda, antislike. On uzima meandar kao glavnu temu te ga ispunjava "metafizičkim karakterom i značenjem, (...) on ne zna za boju, osim za bjelinu svjetla i crninu tame".  Proturječnost je ono što susrećemo još od prve izložbe Novih tendencija, a proizlazi iz individualnih razlika pojedinih umjetnika, no kriterij po kojemu se odabiru i izlažu radovi još je važniji - neki se umjetnici i načini izvedbe pojedinih radova marginaliziraju jer se prednost daje tehnološki i znanstveno naprednijima.
"Na prvoj zagrebačkoj izložbi Novih tendencija prevladava više spiritualna, metafizička, reduktivna umjetnost, umjetnost koncentracije ali i meditacije, nego čisto konstruktivna umjetnost, pogotovo ne optička i luminokinetička umjetnost, s kojom se često sasvim netočno poistovjećuje cjelokupna problematika pokreta Novih tendencija."

### Nove tendencije 2
Međusobna suradnja i susreti umjetnika s vremenom dovode do učvršćivanja pokreta. Meštrović, potaknut radovima francuske grupe GRAV i njihova dva manifesta, piše tekst Nove spoznaje u likovnoj umjetnosti kao predgovor drugoj izložbi Novih tendencija koja je bila održana od 1. kolovoza do 15. rujna 1963. godine. U njemu nastoji definirati ciljeve i smjer kretanja izložbi, zbog čega je smatran manifestom Novih tendencija. Tu su sadržani osnovni ciljevi Novih tendencija: nadilaženje individualnog i prihvaćanje znanstvenog pristupa. Istodobno u Italiji - poslije izložbe Arte programmata koju organizira Bruno Munari, a predgovor piše Umberto Eco - dolazi do razdvajanja na dvije grupacije, pri čemu su jedni okupljeni oko aktualne izložbe, a drugi oko Azimuth&Azimut. Dok prvi zagovaraju novu programatsku umjetnost, drugi se zalažu za već priznato i rašireno akromno i monokromno slikarstvo. Iako je ono bilo sastavnim dijelom prve izložbe, već se na drugoj prihvaća programatska umjetnost, kao i svijest o mogućnosti umnožavanja djela. Izložbu je obilježio Op Art, a slikarstvo se shvaća kao racionalni naučni proces za koji su potrebna znanja iz psihologije (teorije Gestalta). Cijene se eksperimenti s novim tehničkim medijima u cilju istraživanja vizualne percepcije. Dolazi do homogenizacije pokreta, a izlagači su gotovo: Picelj, Knifer, Šutej, Kristl, Mavignier, Dorazio, Mack, Biasi, Le Parc, Yvaral i drugi. Aleksandar Srnec ostaje zablježen po razvoju luminokinetizma i objekata, usmjeravajući pažnju na problem svjetlosti i njene uloge kao osnovnog gradivnog materijala djela. 
U razdoblju između druge i treće izložbe dolazi do potpune disperzije pokreta, ali i njegovog učvršćivanja na svjetskoj umjetničkoj sceni s izložbom The Responsive Eye u New Yorku na kojoj su predstavljeni naši Miroslav Šutej i Ivan Picelj. Umjesto potvrde uspjeha, organizatori to smatraju početkom kraja Novih tendencija. Javlja se strah od akademizacije i krivog shvaćanja početnih namjera zbog prebrze ekspanzije, a usporedno s tim i moguće razvodnjavanje pokreta.

### Nova tendencija 3
Izložba je održava od 13. kolovoza do 19. rujna 1965. godine. Dolazi do promjene naziva u jedninu – Nova tendencija, tj. novo kretanje usmjereno jasno kao i tema izložbe: Divulgacija primjeraka istraživanja. Izložba u New Yorku dovela je do promjena, dodatne homogenizacije pokreta, njegovog usmjeravanja ka znanstvenom, a ne samo vizualnom principu. Umjetnička senzibilnost dokida se u korist istraživanja. Dolazi do smjene izlagača i pojave nekih novih imena. Renomirani umjetnici nemaju potrebu izlagati u sastavu manifestacija, neki prolaze kroz preorijentaciju, što čini Nove tendencije krhkijima. Tako je za Biasija pokret već 1965. godine prestao postojati unatoč nastojanjima pojedinaca. Radni sastanak u Brezovici 18. kolovoza 1965. godine pokreće lavinu pitanja i brojne rasprave koje se opsežno iznose i u katalogu NT3. Već tada je utvrđena i tema NT4 - Kompjuteri i vizuelna istraživanja, čime su jasno određena buduća kretanja. Prvi put sudjeluju grupe iz istočne Europe. 
Od naših predstavnika ostaju Picelj i Richter. Richter sa svojim Reljefometrima, Centrijama i Centrama pokušava uključiti promatrača u izvedbu djela. On je prvenstveno arhitekt i urbanist te njegova djela predstavljaju razrade osobnih ideja, a ne tek eksponate. Pojavljuju se još Čižmek, Čanković, Vulin, te najvažniji - Juraj Dobrović. Dobrovićev glavni interes su Polja koja radi kao serigrafije, reljefe te na kraju kao prostorne konstrukcije. Ostaje vjeran tradicionalnijim materijalima i jednostavnosti bjeline.

### Tendencije 4
Dok se na trećoj izložbi još pokušavalo uspostaviti most između humanističke i tehničke kulture, na četvrtoj se prednost u potpunosti daje potonjoj. Četvrta izložba započinje kolokvijem Kompjuteri i vizuelna istraživanja početkom kolovoza 1968. godine i traje sve do kolovoza 1969. godine. Uvodno predavanje drži Abraham Moles. Još se jednom mijenja ime izložbe, čime se naglašava njihov kontinuitet, ali i pluralitet područja zanimanja. Održane su izložbe NT4, recentni primjeri vizuelnih istraživanja i Retrospektiva NT1-NT3. Kako bi osigurali vlastito djelovanje, širenje ideja, promidžbu i informiranje javnosti osnovan je časopis Bit International, usko povezan s NT4 i NT općenito. Uredništvo su činili Božo Bek, Matko Meštrović, Vera Horvat Pintarić, Dimitrije Bašičević, Boris Kelemen, Radoslav Putar, Ivan Picelj koji radi dizajn naslovnice. Sada se u potpunosti okreće kompjutorima, s čim se ne slažu svi sudionici kolokvija. Biasi im prognozira propast jer "nikada kao baš tih dana suvremeni svijet nije bio toliko uzdrman u svome racionalizmu zasnovanom na znanstvenom napretku, nikada toliko podijeljen u interesima i ciljevima snaga vlasti i energija koje su željele tu vlast svrgnuti." Inzistiranje na kompjutorskim istraživanjima dovelo je do smanjenja broja sudionika, ali i do njihova umjetničkoga ograničavanja zbog nepoznavanja novih mogućnosti. S druge strane, kompjutorskim ekspertima i inženjerima nedostajalo je umjetničke senzibilnosti. Ipak, treba spomenuti Vladimira Bonačića, inženjera elektrotehnike koji postaje sudionikom Novih tendencija te surađuje s Ivanom Piceljem. On je bio idealni spoj znanstvenika i umjetnika, ono čemu su Nove tendencije težile još od treće izložbe, ali su zbog usputnog zastranjenja teza i umjetnika teško nalazile.

### Tendencije 5
Posljednja u nizu od pet izložbi održana je od 1. lipnja do 1. srpnja 1973. godine. Ta izložba značila je konačan kraj jednog vrlo plodnog razdoblja za Zagreb i šire. Nastavlja se na prethodne izložbe, ali se također otvara novim zbivanjima i uvodi sekciju konceptualne umjetnosti. Iako posljednja, i dalje bilježi velik broj sudionika. Treba istaknuti Vojina Bakića koji se pojavljuje još na NT2 i najinovativniji je naš skulptor. Izlaže Forme koje zrače i Razlistale forme, skulpture kojima odbacuje volumen, a usmjerava pažnju na ritam, nagib, reflekse svjetlosti. U sklopu Izložbe održan je simpozij s temom "Racionalno i iracionalno u suvremenoj umjetnosti".

### Tendencije 6
Iako planirane nisu ni održane, održan je samo međunarodni simpozij 1978. i retrospektivna izložba Nova umjetnička praksa 1966. – 1978.

## Ciljevi Novih tendencija
Nove tendencije, kao pokret bavile su se problemom odnosa između umjetnosti i društva s ciljem socijalizacije i demokratizacije umjetnosti. Težile su dokidanju hipostazirane vrijednosti unikata,  davanju istoznačne vrijednosti multiplu i izjednačavanju umjetnosti i znanosti. Vodeći domaći teoretičari bili su Matko Meštrović, Radoslav Putar i Vera Horvat Pintarić. 
Tendencije nisu okupljale samo slikare, već i tad vrlo utjecajne teoretičare neokonstruktivističke i kinetičke umjetnosti i teorije informacija. Tako su Nove Tendencije izrasle u nešto kao pokret koji je okupljao avangardne umjetnike i teoretičare Zapadne i Istočne Europe i obje Amerike, bez obzira na njihove ideološke razlike. Uglavnom su to bili umjetnici koji su eksperimentirali s Op Artom, kinetičkom umjetnošću i lumino kinetičkom umjetnošću. Najvjerniji izlagači bili su umjetnici okupljeni oko njemačkih grupa ZERO i Effekt, Grav iz Francuske, iz talijanskih grupa N i T i hrvatske grupe EXAT 51.
Zvjezdani trenutak tog pokreta bila je Izložba održana u Muzeju dekorativnih umjetnosti u Parizu 1964.
U počast Novih tendencija održana je i u njemačkom gradu Karlsruheu 2008. / 09. izložba Bit International. [Nove] Tendencije - Computer And Visual Research, Zagreb 1961-1973.

## Teoretičari
Teoretičari Novih tendencija su:
- Giulio Carlo Argan
- Umbro Apollonio
- Laszlo Beke
- Palma Bucarelli
- Umberto Eco (članak Arte Programmata)
- Udo Kultermann
- Enzo Mari
- Manfredo Massironi
- Abraham A. Moles
- Frieder Nake

## Izlagači
Hrvatski predstavnici Novih tendencija su: 
- Ivan Picelj
- Julije Knifer
- Aleksandar Srnec
- Vjenceslav Richter
- Vojin Bakić
- Juraj Dobrović
- Vladimir Bonačić
- Vlado Kristl
- Miroslav Šutej
- Ivan Čižmek
- Ante Vulin

Strani predstavnici Novih tendencija su: 
- Zero  (grupa i časopis): Heinz Mack, Otto Piene, Günther Uecker, Piero Dorazio
- Azimuth & Azimut (časopis i galerija): Enrico Castellani, Piero Manzoni, Getulio Alviani
- Motus /GRAV (od 1962.): Julio le Parc, François Morellet, Yvaral, Jesus Raphael Soto, Franz Molnar, Vera Molnar, Dadamaino, Luis Tomasello, Francisco Sobrino, Horacio Garcia Rossi)
- Grupa Enne (N) (Alberto Biasi, Manfredo Massironi, Ennio Chiggio, Toni Costa, Edoardo Landi)
- Grupa T (Giovanni Anesci, Gianni Colombo...)
- Grupa MID (Antonio Barese, Alberto Marangoni...)
- Grupa Cibernetica (Vittorio d´Augusto, Giorgio Benzi, Pino Parini, Giulio Tedoli...)
- Grupa NUL, Nizozemska
- Effekt grupa iz Njemačke (Dieter Hacker, Karl Reinhartz, Walter Zahringer...)
- Dviženie iz SSSR-a (Lev Nusberg)
- Art Research Center Group, SAD (Nancy A. Stephens, Thomas M. Stephens, Petter Clap...)
- Equipo 57, Španjolska (Angel Duarte, Jose Duarte)

## Vanjske poveznice
- New tendencies, Museum of Contemporary Art Zagreb  Arhivirana inačica izvorne stranice od 21. srpnja 2011. (Wayback Machine) (engl.)
- Nove Tendencije, s portala I am Still Alive (darkofritz.net)
- Darko Fritz: Nove Tendencije
- Kulturstiftung des Bundes: Die Neuen Tendenzen  Arhivirana inačica izvorne stranice od 11. ožujka 2007. (Wayback Machine) (njem.)
- Muzej suvremene umjetnosti
- MOMA: The Responsive eye
- Bit International: Nove tendencije  Arhivirana inačica izvorne stranice od 23. svibnja 2010. (Wayback Machine)
- http://francoismorellet.wordpress.com/oeuvres/
- http://www.lauba.hr/hr/zbirka-1/juraj-dobrovic-prostorna-konstrukcija-b-94/%5Bneaktivna+poveznica%5D
- Darko Fitz: Vladimir Bonačić
- http://www.lauba.hr/hr/zbirka-1/miroslav-sutej-mapa-grafika-809/%5Bneaktivna+poveznica%5D
- http://www.albertobiasi.it/main.htm  Arhivirana inačica izvorne stranice od 6. ožujka 2013. (Wayback Machine)
- Hrvatsko dizajnersko društvo: Ivan Picelj